# Dinitrogén-trioxid
A dinitrogén-trioxid a nitrogén egyik oxidja, folyadékfázisban sötétkék színű vegyület, képlete N2O3. Még a forráspontja alatti hőmérsékleten bomlik, barna gáz keletkezik. Ilyen módon nincs gyakorlati jelentősége.
Előállítható azonos mennyiségű nitrogén-monoxid és nitrogén-dioxid összekeverésével és a keverék −20 °C-ra hűtésével:
2 NO + N2O4 → 2 N2O3
A dinitrogén-trioxid csak alacsony hőmérsékleten, azaz folyadék és szilárd állapotában izolálható. Magasabb hőmérsékleten az egyensúly a kiindulási anyagok irányába tolódik el, Kdiss = 193 kPa (25 °C).

## Molekula- és kötésszerkezet
A dinitrogén-trioxidban szokatlanul hosszú (186 pm-es) N−N kötés található. Bár a nitrogén-nitrogén kötések leggyakrabban a hidrazinéra hasonlítanak (145 pm), néhány más nitrogén-oxidban, így a dinitrogén-tetroxidban (175 pm) is találhatóak hosszú N−N kötések. A N2O3 molekula síkalkatú, Cs szimmetriát mutat. Az ábrán látható adatokat alacsony hőmérsékletű, gázállapotú N2O3 mikrohullámú spektrumából határozták meg:
Savanhidrid, víz hatására az instabil salétromossavvá (HNO2) alakul. Egy igazi anhidridhez más szerkezet (O=N−O–N=O)  is elképzelhető lenne, de ezt az izomert eddig nem sikerült azonosítani. A salétromossav standard körülmények között hamar elbomlik nitrogén-monoxid és salétromsav képződése közben. Nitrit sókat esetenként úgy is előállítanak, hogy bázisok oldatához N2O3-at adnak:
N2O3 + 2 NaOH →  2 NaNO2  +  H2O

## Reakciók
A vegyület már −10°C-on bomlani kezd, a bomlás egyenlete:
{\displaystyle \mathrm {N_{2}O_{3}\rightleftharpoons NO+NO_{2}} }
A jeges víz kék színnel oldja, salétromossav keletkezik:
{\displaystyle \mathrm {N_{2}O_{3}+H_{2}O\rightleftharpoons 2\ HNO_{2}} }

## Fordítás
Ez a szócikk részben vagy egészben  a   Dinitrogen trioxide című angol Wikipédia-szócikk ezen változatának fordításán alapul.  Az eredeti cikk szerkesztőit annak laptörténete sorolja fel. Ez a jelzés csupán a megfogalmazás eredetét és a szerzői jogokat jelzi, nem szolgál a cikkben szereplő információk forrásmegjelöléseként.